# Treffpunkt (schweizerische Hörfunksendung)
Treffpunkt ist eine Vormittagssendung auf Radio SRF 1 und bietet Meinungen, Geschichten, Erfahrungen und Emotionen aus dem Alltag und dem Leben des Publikums. Diese werden jeweils aus verschiedenen Perspektiven betrachtet. Gemäss eigener Darstellung soll das Publikum Menschen kennen lernen, «die sich durch besondere Leistungen auszeichnen, Menschen mit Vorbildcharakter und Zivilcourage».
Moderiert wird die Sendung derzeit abwechslungsweise von Sandra Schiess, Christina Lang, Adrian Küpfer, Dani Fohrler, Michael Brunner und Stefan Siegenthaler. Die erste Sendung wurde am Montag, 20. September 1999 ausgestrahlt. Im Jahr 2004 hatte Treffpunkt eine Reichweite von 530.900 Hörern. Die Sendung dauert eine Stunde und beginnt nach den 10-Uhr-Nachrichten, sie wird live ausgestrahlt und ist wie viele Sendungen von Schweizer Radio und Fernsehen SRF durch den Einbezug von Telefon und Internet hörernah.